# Valonski jezik
Valonski jezik (ISO 639-3: wln), jedan od pet srodnih francuskih jezika, šire oilske skupine, kojim govori oko 1 120 000 Valonaca (1998) naseljenih pretežno u Valoniji (Belgija), i drugim zemljama, Luksemburg, sjeverna Francuska, i području uz zaljev Green Bay u Wisconsinu, SAD. Valunski ima više dijalekata: srednjovalonski: Namur, Wavre, i Dinant; istočnovalonski: Liège, Malmedy, Verviers, Huy i Waremme; zapadnovalonski: Charleroi, Nivelles i Philippeville; i južnovalonski: Ardeni, Marche i Neufchâteau.

## Vanjske poveznice
- Ethnologue (15th)